# Helena Enselmini
Helena Enselmini (ur. w 1208 w Padwie; zm. 4 listopada 1242 tamże) – błogosławiona Kościoła katolickiego, włoska klaryska.

## Życiorys
Pochodziła z religijnej rodziny. W 1220 roku, mając 12 lat wstąpiła do klasztoru klarysek. W 1230 roku, na skutek choroby straciła wzrok, mowę, a także została sparaliżowana. Zmarła 4 listopada 1242 roku w opinii świętości.
Jej kult został potwierdzony przez papieża Innocentego XII w 1695 roku.